# Pongthep Mulalee
Pongthep Mulalee (thailändisch ปองเทพ มุลาลี, * 4. November 1988 in Udon Thani) ist ein thailändischer Fußballspieler.

## Karriere
Pongthep Mulalee stand von 2008 bis 2010 beim Prachinburi FC unter Vertrag. Der Verein aus Prachin Buri, einer Stadt in der Provinz Prachin Buri spielte in der dritten Liga, der damaligen Regional League Division 2. Mit dem Klub wurde er 2008 in der Gruppa A Meister und stieg in die zweite Liga auf. 2011 wechselte er zum Drittligisten Rayong FC nach Rayong. Nach einem Jahr ging er wieder zu seinem ehemaligen Verein Prachinburi FC, der sich mittlerweile in Rayong United FC umbenannt hatte und nach Rayong umgezogen war. Außerdem war er nach der Saison 2010 wieder in die dritte Liga abgestiegen. 2012 wurde er mit Rayong Vizemeister und stieg wieder in die zweite Liga auf. Nach dem Aufstieg verließ er Rayong und schloss sich dem Zweitligisten Ayutthaya FC aus Ayutthaya an. Bis Mitte 2015 absolvierte er für Ayutthaya 63 Spiele in der Thai Premier League Division 1. Nach der Hinrunde 2015 unterschrieb er einen Vertrag beim Erstligisten BEC Tero Sasana FC in Bangkok. Bis Ende 2016 kam er für BEC einmal in der ersten Liga zum Einsatz. 2017 wechselte er wieder in die dritte Liga, der neugeschaffenen Thai League 3. In der Upper Region spielte er für den Udon Thani FC aus Udon Thani. Mit Udon wurde er Ende 2017 Vizemeister der T3 und stieg somit in die zweite Liga auf. Nach dem Aufstieg wechselte er Anfang 2018 zu seinem ehemaligen Klub Ayutthaya FC. Hier spielte er die Hinrunde. Die Rückrunde spielte er in der vierten Liga, der Thai League 4, in der Eastern Region, beim Saimit Kabin United FC in Kabinburi. 2019 nahm ihn sein ehemaliger Verein Udon Thani wieder unter Vertrag. Für Udon absolvierte er zwölf Spiele in der Thai League 2. Seit Anfang 2020 ist er vertrags- und vereinslos.

## Erfolge
Prachinburi FC
- Regional League Division – Group A: 2008  ▲

Rayong United FC
- Regional League Division 2 – Bangkok: 2012  ▲

Udon Thani FC
- Thai League 3 – Upper: 2017 (Vizemeister)  ▲